# Taio Cruz
Jacob Taio Cruz (Londen, 23 april 1980) is een Britse zanger en singer-songwriter. Naast zijn eigen zangcarrière schreef en produceerde hij ook veel nummers voor andere artiesten. Cruz scoorde grote hits met nummers als Break your heart, Dynamite, Higher en Hangover.

## Biografie
Cruz werd geboren onder de naam Adetayo Ayowale Onile-Ere, als kind van een Nigeriaanse vader en een Braziliaanse moeder. Vroeg in zijn carrière hield hij zich al bezig met het schrijven en componeren van liedjes. Het door hem mede geschreven nummer Your game (uitgevoerd door Will Young) werd in 2005 bekroond met een Brit Award.
Via zijn eigen platenlabel Rokstarr Music bracht Cruz in 2006 zijn debuutsingle uit: I just wanna know. Het nummer werd een bescheiden hit in het Verenigd Koninkrijk en in hetzelfde jaar tekende hij contracten bij Universal, Republic Records en Island Records. In 2008 verscheen zijn eerste album, Departure, dat geheel door Cruz zelf geschreven, gecomponeerd en geproduceerd was. Het album werd in het Verenigd Koninkrijk onderscheiden met goud en de single Come on girl (een samenwerking met zangeres Luciana) werd er een top 5-hit.
In 2010 brak Cruz ook internationaal door. Zijn single Break your heart bereikte (mede dankzij een bewerkte versie met Ludacris) in vele landen de top 10 en werd zelfs een nummer 1-hit in de Verenigde Staten. In hetzelfde jaar boekte hij eveneens een wereldwijd succes met de single Dynamite, waarvoor hij later drie Billboard Music Awards ontving. Zijn tweede album Rokstarr, dat al in 2009 was verschenen, verkocht goed. Later in 2010 scoorde Cruz opnieuw een grote hit met de single Higher. Van dit nummer bestaan verschillende versies: een soloversie, een versie als duet met Kylie Minogue en een versie met een gastbijdrage van Travie McCoy.
Hoewel zijn populariteit langzaam weer afnam had Cruz in het najaar van 2011 nog wel een hitparadesucces met het nummer Hangover, een samenwerking met Flo Rida. Zijn derde album TY.O, dat in dezelfde periode uitkwam, werd echter minder goed ontvangen dan zijn eerdere albums en werd geen groot succes. De opvolgende singles Troublemaker en There she goes (een samenwerking met Pitbull) werden internationaal gezien slechts bescheiden hits.
In augustus 2012 trad Cruz op tijdens de sluitingsceremonie van de Olympische Spelen in Londen. Hij zong er onder meer samen met Jessie J en Tinie Tempah. Met het uitbrengen van nieuwe muziek werd Cruz vervolgens minder actief: hij bracht sporadisch nog singles uit (bijvoorbeeld in samenwerking met artiesten als French Montana en Nicky Romero), echter zonder veel succes.

### Werk voor anderen
Cruz schreef en componeerde muziek voor vele artiesten, onder wie Justin Timberlake, David Guetta, de Pussycat Dolls, Britney Spears, Cheryl Cole, Kesha, Alexandra Burke en de Sugababes.

## Discografie

### Albums
| Album met eventuele hitnotering(en) in de Nederlandse Album Top 100 | Datum van verschijnen | Datum van binnenkomst | Hoogste positie | Aantal weken | Opmerkingen |
| ------------------------------------------------------------------- | --------------------- | --------------------- | --------------- | ------------ | ----------- |
| Rokstarr                                                            | 28-05-2010            | 06-11-2010            | 95              | 1            |             |
| TY.O                                                                | 02-12-2011            | 28-01-2012            | 100             | 1            |             |

| Album met hitnotering(en) in de Vlaamse Ultratop 200 albums | Datum van verschijnen | Datum van binnenkomst | Hoogste positie | Aantal weken | Opmerkingen |
| ----------------------------------------------------------- | --------------------- | --------------------- | --------------- | ------------ | ----------- |
| Rokstarr                                                    | 2010                  | 11-09-2010            | 45              | 8            |             |

### Singles
| Single met eventuele hitnotering(en) in de Nederlandse Top 40 | Datum van verschijnen | Datum van binnenkomst | Hoogste positie | Aantal weken | Opmerkingen                                                  |
| ------------------------------------------------------------- | --------------------- | --------------------- | --------------- | ------------ | ------------------------------------------------------------ |
| Break Your Heart                                              | 02-02-2010            | 24-04-2010            | 8               | 17           | met Ludacris / Nr. 21 in de Single Top 100                   |
| Dirty Picture                                                 | 05-04-2010            | 24-07-2010            | tip6            | -            | met Ke$ha / Nr. 72 in de Single Top 100                      |
| Dynamite                                                      | 30-05-2010            | 16-10-2010            | 3               | 19           | Nr. 4 in de Single Top 100 / Alarmschijf                     |
| Higher                                                        | 26-11-2010            | 22-01-2011            | 7               | 17           | met Travie McCoy / Nr. 15 in de Single Top 100 / Alarmschijf |
| Telling the World                                             | 20-03-2011            | 09-04-2011            | tip12           | -            | Nr. 96 in de Single Top 100 / soundtrack Rio                 |
| Little Bad Girl                                               | 27-06-2011            | 23-07-2011            | 29              | 5            | met David Guetta & Ludacris / Nr. 39 in de Single Top 100    |
| Hangover                                                      | 04-10-2011            | 26-11-2011            | 5               | 22           | met Flo Rida / Nr. 12 in de Single Top 100                   |
| Troublemaker                                                  | 09-12-2011            | 21-04-2012            | 22              | 6            | Nr. 50 in de Single Top 100 / Alarmschijf                    |
| There She Goes                                                | 20-04-2012            | 09-06-2012            | tip5            | -            | met Pitbull / Nr. 67 in de Single Top 100                    |
| Booty Bounce                                                  | 2015                  | 12-12-2015            | tip1            | -            | met Tujamo / Nr. 77 in de Single Top 100                     |

| Single met hitnotering(en) in de Vlaamse Ultratop 50 | Datum van verschijnen | Datum van binnenkomst | Hoogste positie | Aantal weken | Opmerkingen                 |
| ---------------------------------------------------- | --------------------- | --------------------- | --------------- | ------------ | --------------------------- |
| Take Me Back                                         | 2009                  | 23-05-2009            | tip11           | -            | met Tinchy Stryder          |
| Break Your Heart                                     | 2010                  | 24-04-2010            | 3               | 18           | met Ludacris                |
| Dynamite                                             | 2010                  | 14-08-2010            | 5               | 22           | Goud                        |
| Higher                                               | 2010                  | 04-12-2010            | 12              | 14           | met Kylie Minogue           |
| Shine a Light                                        | 2010                  | 08-01-2011            | tip10           | -            | met McFly                   |
| Falling in Love                                      | 2011                  | 19-03-2011            | tip24           | -            |                             |
| Little Bad Girl                                      | 2011                  | 09-07-2011            | 10              | 16           | met David Guetta & Ludacris |
| Hangover                                             | 2011                  | 05-11-2011            | 12              | 18           | met Flo Rida                |
| Troublemaker                                         | 2012                  | 18-02-2012            | tip14           | -            |                             |
| There She Goes                                       | 2012                  | 26-05-2012            | tip38           | -            | met Pitbull                 |
| Booty Bounce                                         | 2015                  | 02-01-2016            | tip             | -            | met Tujamo                  |

## Videografie
| Jaar | Titel                                         | Album                               | Regisseur         |
| ---- | --------------------------------------------- | ----------------------------------- | ----------------- |
| 2009 | I Just Wanna Know                             | Departure                           | Andy Hylton       |
| 2009 | Moving On                                     | Departure                           | Shane Stirling    |
| 2009 | She’s Like A Star                             | Departure                           | Alex Herron       |
| 2009 | I Can Be                                      | Departure/Rokstarr                  | Alex Herron       |
| 2009 | Come On Girl (ft. Luciana)                    | Departure/Rokstarr                  | Alex Herron       |
| 2009 | No Other One                                  | Rokstarr                            | Alex Herron       |
| 2010 | Break Your Heart (ft. Ludacris)               | Rokstarr                            | Alex Herron & Taj |
| 2010 | Dirty Picture (ft. Ke$ha)                     | Rokstarr                            | Alex Herron       |
| 2010 | Dynamite                                      | Rokstarr                            | Alex Herron       |
| 2010 | Second Chance (ft. Tinchy Stryder)            | Third Strike (Tinchy Stryder)       | Emil Nava         |
| 2010 | Higher (ft. Kylie Minogue)                    | Rokstarr                            | Alex Herron       |
| 2010 | Higher (ft. Travie McCoy)                     | Rokstarr                            | Alex Herron       |
| 2010 | Shine A Light (ft. McFly)                     | Above The Noise (McFly)             |                   |
| 2011 | Falling In Love                               | Rokstarr                            |                   |
| 2011 | Telling The World                             | Rio Soundtrack, Rokstarr & TY.O     |                   |
| 2011 | Little Bad Girl (ft. David Guetta & Ludacris) | Nothing but the Beat (David Guetta) |                   |
| 2011 | Hangover (ft.Flo Rida)                        | TY.O                                |                   |
| 2011 | Troublemaker                                  | TY.O                                |                   |
| 2012 | There She Goes                                | TY.O                                |                   |